# Optare StarRider
Optare StarRider — автобус малого класса, выпускавшийся с 1987 по 1994 год компанией Optare.

## Описание
Optare StarRider впервые был представлен в августе 1987 года. Базовой моделью стала Mercedes-Benz 811D, а кузов сделан из стальной рамы с алюминиевым сплавом и наружными панелями с георадаром.
Сборка автобуса была организована в Кросс-гейтсе. Всего было выпущено 240 экземпляров. Автобусы эксплуатировались в Бристоле, Лондоне и Йоркшире.
В 1994 году на смену Optare StarRider пришёл Optare MetroRider.

## Галерея

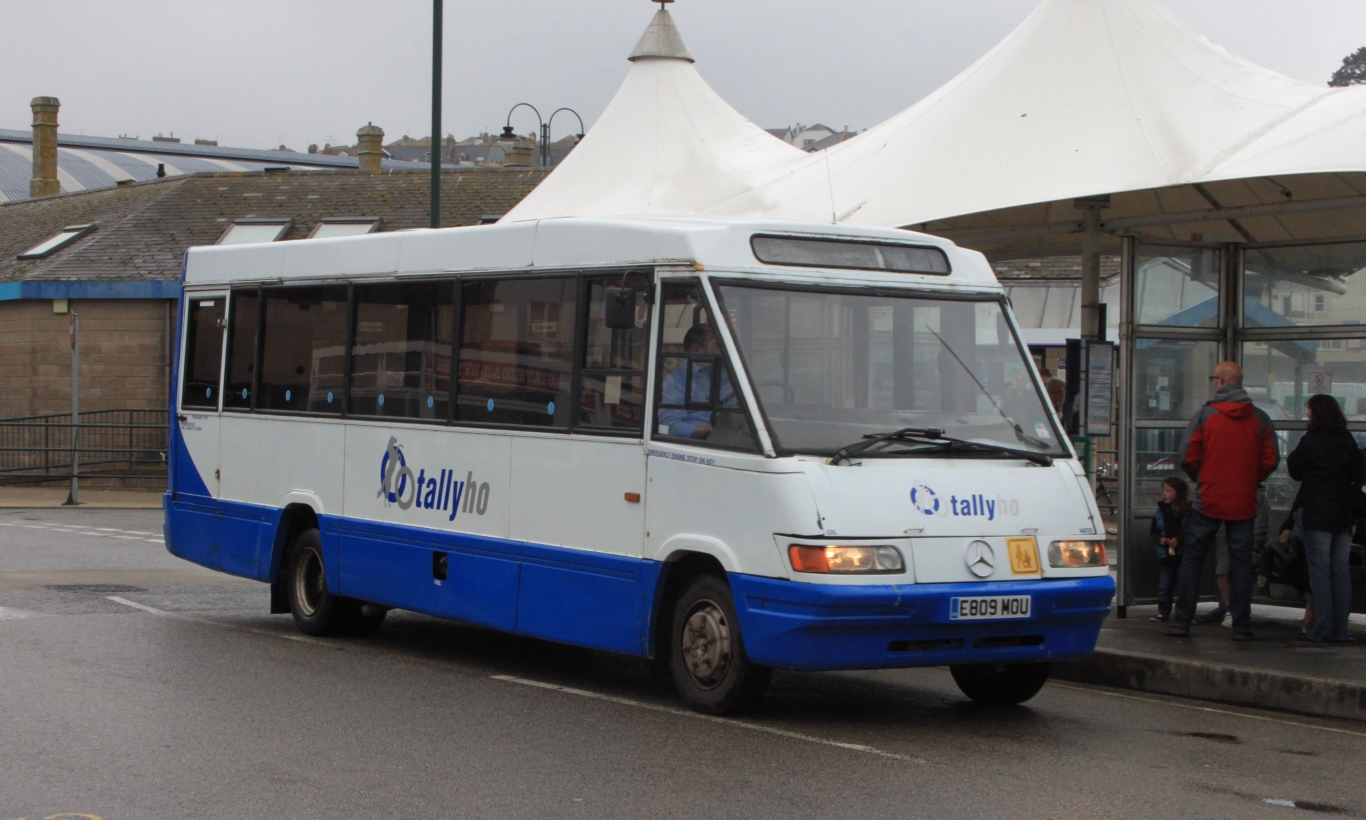
Optare StarRider в Пензансе
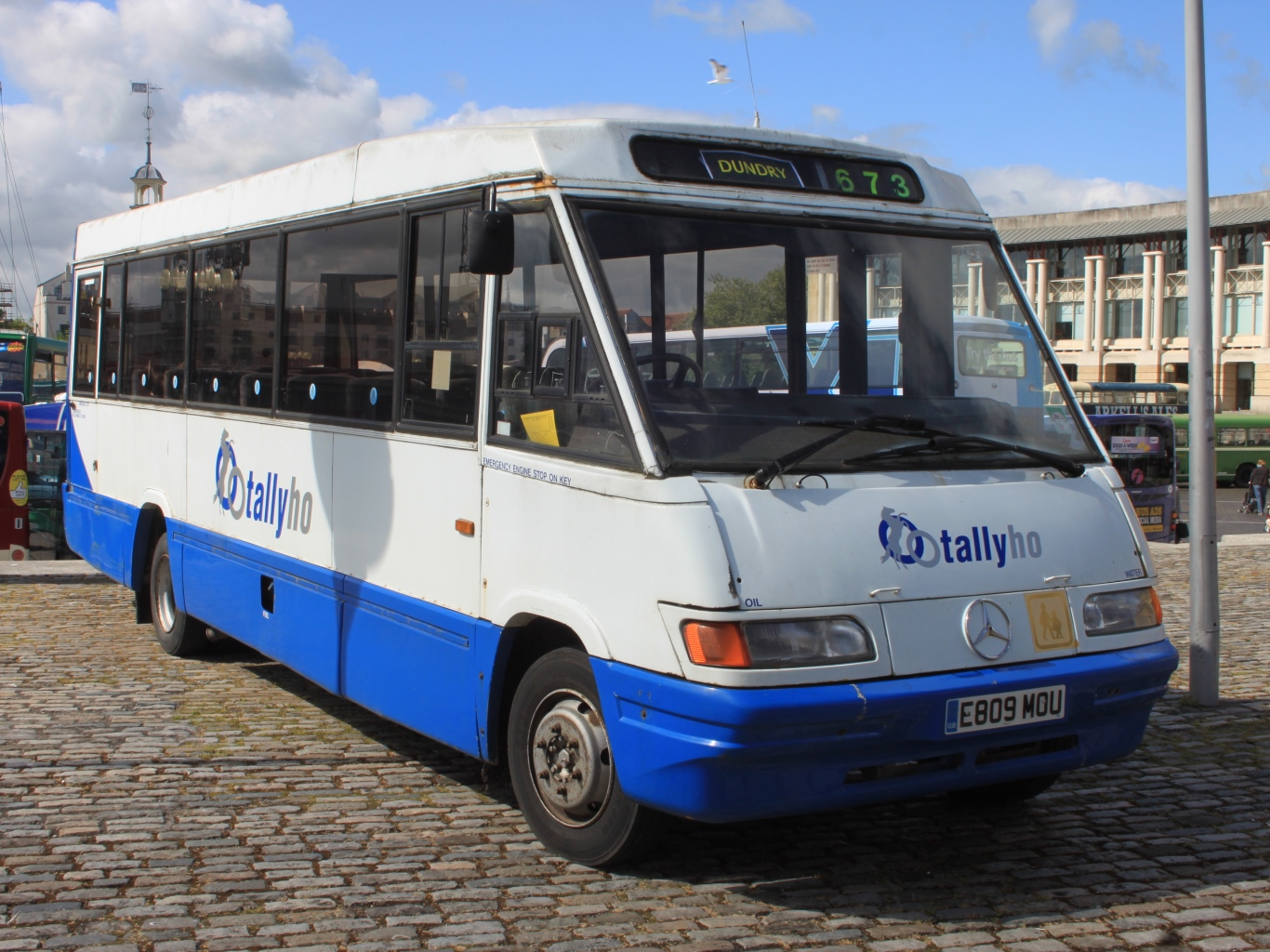
Optare StarRider в Бристоле
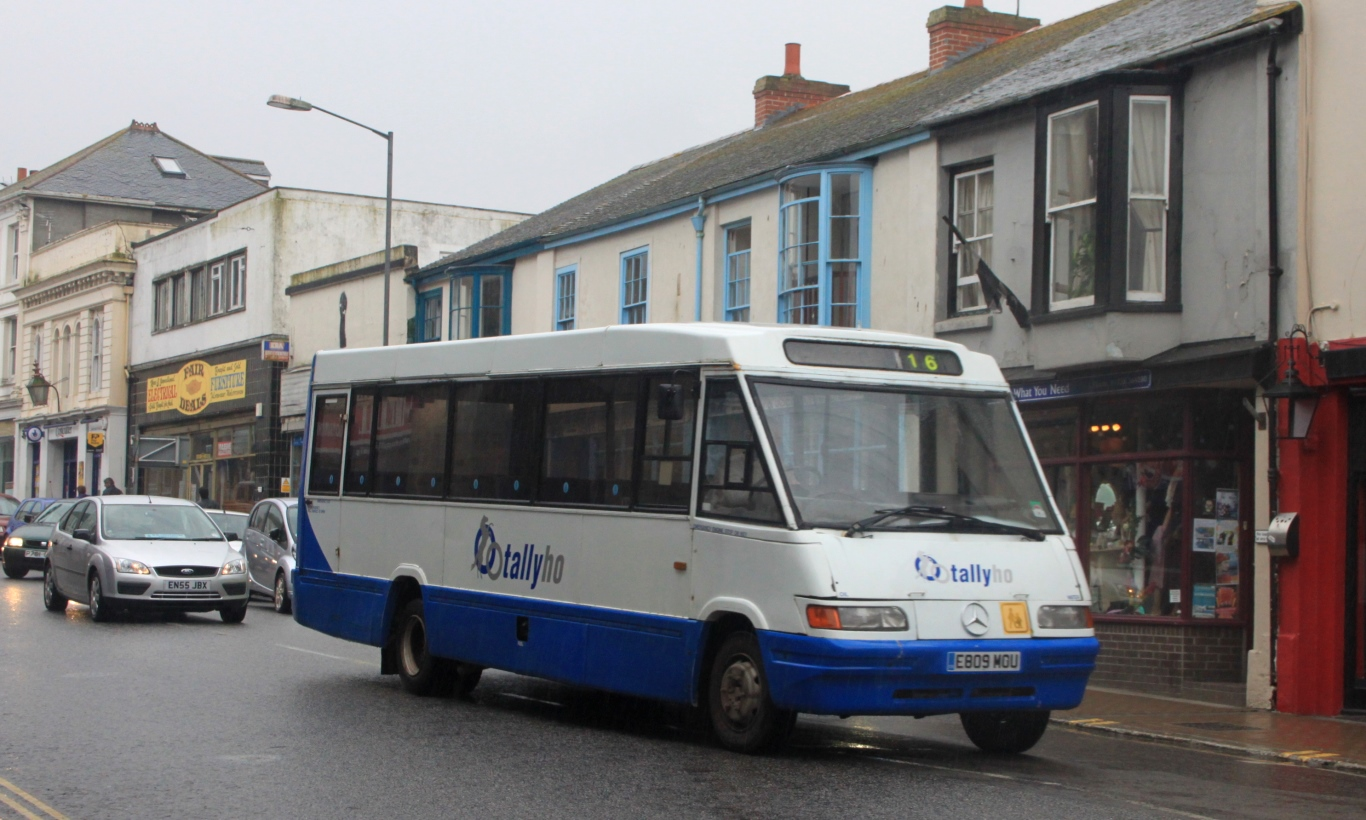
Optare StarRider E809MOU